# Nina Engelhard
Pour les articles homonymes, voir Engelhard.
Nina Engelhard, née le 27 novembre 1996 à Cassel, est une coureuse de fond allemande spécialisée en course en montagne. Elle a remporté les deux titres individuels de course en montagne aux championnats d'Europe de course en montagne et trail 2024.

## Biographie
Nina Engelhard fait ses débuts en athlétisme en 2013. Elle se spécialise dans les épreuves de demi-fond et de fond sur piste ainsi qu'en cross-country. Nina Engelhard vit à Kaufungen.
Après avoir terminé ses études d'écotoxicologie à l'université de Coblence-Landau, elle se spécialise en course en montagne. Elle s'y révèle en 2023 en prenant le départ de la course de montagne de Gamperney où elle s'impose en battant l'Autrichienne Karin Freitag. Le 9 juillet, elle crée la surprise en se classant deuxième de la course de montagne du Grossglockner derrière la Kényane Philaries Kisang. Elle confirme ses bonnes performances dans la discipline en s'imposant à la course de montagne du Hochfelln en l'absence de la multiple tenante du titre Andrea Mayr.
Le 31 mai 2024, elle s'élance au départ de l'épreuve de montée aux championnats d'Europe de course en montagne et trail à Annecy. Elle crée la surprise en menant la course devant plusieurs des favorites. Elle ne cède pas et poursuit sa course en tête pour s'imposer avec une minute et demi d'avance sur la Britannique Scout Adkin. Deux jours plus tard, elle domine également l'épreuve de montée et descente. Prenant une avance confortable au terme de la montée sur le mont Baron, elle démontre également de bonnes capacités en descente pour s'offrir le deuxième titre. Le 7 juillet 2024, elle est devenue la première Allemande à remporter la course de montagne du Grossglockner, en battant la gagnante de l'année précédente et vice-championne du monde de course de montagne de 2023, Philaries Kisang.
Le 29 juin 2025, elle remporte son premier titre de championne d'Allemagne à Oberstdorf lors de la course de montagne du Nebelhorn, devant Laura Hottenrott, quatrième aux championnats du monde de course de montagne en 2023. Le 3 août 2025, elle a remporté la course de montagne du Tegelberg à Schwangau et battu le précédent record établi par Michelle Maier lors des championnats d'Allemagne de course en montagne en 2016.

## Palmarès

### Cross-country
| Année | Compétition                                             | Lieu           | Résultat | Temps       |
| ----- | ------------------------------------------------------- | -------------- | -------- | ----------- |
| 2021  | Championnats d'Allemagne universitaire de cross-country | Mengerskirchen | 2e       | 21 min 40 s |
| 2023  | Championnats d'Allemagne de cross-country               | Perl           | 9e       | 23 min 25 s |

### Course en montagne
| no  | féminin           | Course                                                           | Longueur | Départ            | Temps           |
| --- | ----------------- | ---------------------------------------------------------------- | -------- | ----------------- | --------------- |
| 13e | Médaille d'argent | Course de montagne de Hercule                                    | 6,2 km   | 29 septembre 2018 | 28 min 42 s     |
| 11e | Médaille d'or     | Course de montagne de Hercule                                    | 6,8 km   | 28 septembre 2019 | 31 min 14 s     |
| 9e  | Médaille d'or     | Course de montagne de Hercule                                    | 8,0 km   | 21 août 2021      | 33 min 47 s     |
| 8e  | Médaille d'or     | Course de montagne de Hercule                                    | 8,0 km   | 20 août 2022      | 33 min 35 s     |
| 14e | Médaille d'or     | Course de montagne de Meißner                                    | 9,4 km   | 11 septembre 2022 | 43 min 34 s     |
| 9e  | Médaille d'or     | Course de montagne de Gamperney                                  | 8,8 km   | 21 mai 2023       | 54 min 54 s     |
| 19e | Médaille d'argent | Course de montagne du Grossglockner                              | 13,4 km  | 9 juillet 2023    | 1 h 30 min 56 s |
| 6e  | Médaille d'or     | Course de montagne de Hercule                                    | 8,0 km   | 19 août 2023      | 34 min 10 s     |
| 5e  | Médaille d'or     | Course de montagne de Meißner                                    | 9,4 km   | 10 septembre 2023 | 42 min 5 s      |
| 9e  | Médaille d'or     | Course de montagne du Hochfelln                                  | 8,9 km   | 24 septembre 2023 | 48 min 58 s     |
| 10e | Médaille d'or     | Ötzi Trailrun Naturns                                            | 15,0 km  | 6 avril 2024      | 1 h 22 min 56 s |
| 1re | Médaille d'or     | Championnats d'Europe de course en montagne et trail - Montée    | 7,6 km   | 31 mai 2024       | 50 min 8 s      |
| 1re | Médaille d'or     | Championnats d'Europe de course en montagne - Montée et descente | 16,0 km  | 2 juin 2024       | 1 h 22 min 44 s |
| 25e | Médaille d'or     | Course de montagne du Grossglockner                              | 13,4 km  | 7 juillet 2024    | 1 h 22 min 9 s  |
| 25e | Médaille d'or     | Dolomitenmann                                                    | 12,0 km  | 7 septembre 2024  | 1 h 38 min 20 s |
| 20e | Médaille d'or     | Championnats d'Allemagne de course en montagne                   | 9,7 km   | 29 juin 2025      | 1 h 9 min 2 s   |
| 2e  | Médaille d'or     | Pitz Alpine Glacier Trail                                        | 16,9 km  | 2 août 2025       | 1 h 33 min 8 s  |
| 8e  | Médaille d'or     | Course de montagne du Tegelberg                                  | 8,0 km   | 3 août 2025       | 44 min 41 s     |

## Records
| Épreuve       | Performance     | Date             | Lieu             |
| ------------- | --------------- | ---------------- | ---------------- |
| 1 500 mètres  | 5 min 3 s 94    | 19 juin 2015     | Osterode am Harz |
| 5 000 mètres  | 17 min 21 s 35  | 3 juillet 2022   | Göttingen        |
| 10 kilomètres | 36 min 20 s     | 3 septembre 2023 | Darmstadt        |
| Semi-marathon | 1 h 19 min 19 s | 2 octobre 2022   | Cassel           |